# Borgo Santa Maria (Latina)
Borgo Santa Maria è una frazione del comune italiano di Latina, nell'omonima provincia nel Lazio.

## Geografia fisica
Il borgo è situato circa 10 km a ovest del capoluogo, nell'Agro Pontino, ed è attraversato dal Fosso Moscarello, detto anche "Canale Mussolini", che sfocia poco distante nel mar Tirreno presso la zona marittima di Foce Verde, al Lido di Latina. Nel 1937, durante lo scavo del canale, il paleontologo Alberto Carlo Blanc, studiando la particolare stratigrafia del profondo alveo, in seguito al ritrovamento di segni di vita di elefanti, leoni, buoi, cavalli e pantere, poté documentare il clima e l'habitat nei passaggi tra le varie ere geologiche.

## Storia
Negli anni tra il 1932 al 1935, nell'Agro Pontino furono bonificati più di 30 000 ettari di terra, realizzati canali per 2 000 km e costruite oltre 3 851 case coloniche; con la bonifica delle paludi e l'appoderamento a opera dell'Opera Nazionale Combattenti (O.N.C.), molte famiglie venete, emiliane e friulane, come i Saggiorato, Gardin, Salvalaggio, Cassanelli, Dalle Vedove, Menegoni, si stabilirono in questa località.
Fino agli anni cinquanta del XX secolo, la località era chiamata Gnif Gnaf, onomatopea dovuta al rumore degli stivali nel fango, quando il territorio era occupato da vaste paludi, habitat della zanzara anofele che diffondeva la malaria. Con la costruzione della chiesa di Santa Maria, poi Santa Maria della Letizia, e della scuola elementare, gli abitanti della frazione, principalmente di origine veneta, richiesero all'amministrazione comunale di modificarne il nome: il consiglio comunale deliberò quindi il 26 aprile 1955 la modifica della denominazione in Borgo Santa Maria, su modello di altre frazioni del comune (Borgo Podgora, Borgo Sabotino, ecc.).

## Monumenti e luoghi d'interesse
- Chiesa di Santa Maria[6]